# Amblypsilopus dorsalis
Amblypsilopus dorsalis är en tvåvingeart som först beskrevs av Friedrich Hermann Loew 1866.  Amblypsilopus dorsalis ingår i släktet Amblypsilopus och familjen styltflugor. Inga underarter finns listade i Catalogue of Life.